# Mariánské sousoší (České Budějovice)
Mariánské sousoší neboli sousoší Panny Marie Budějovické umístěné na Mariánském náměstí vzniklo v roce 1716 jakožto poděkování Panně Marii za ochranu města Českých Budějovic před morovou epidemií roku 1713. Autorem je český barokní sochař Josef Dietrich, kamenické práce měl na starosti Kristián Horn. Na vrcholu stojí Panna Maria Budějovická, od ní nalevo svatý Mikuláš, napravo svatý Auracián (patroni města) a dole zleva svatý Šebestián, svatá Rozálie a svatý Roch, ochránci před morem. Sochy doplňuje znak města Českých Budějovic a nápis:
| „                   | THAVMATVRGAE VIRGINI HVIATI ET HIS BEATIS PATRONIS PRO HONORE POSTVIT SENATVS POPVLVSQVE BVDVICENSIS | „Zdejší Panně Divotvůrkyni a ke cti těmto blaženým patronům postavila rada a občané budějovičtí.“ | “ |
| — Chronogram: 1716. | |                                                                                                   |   |

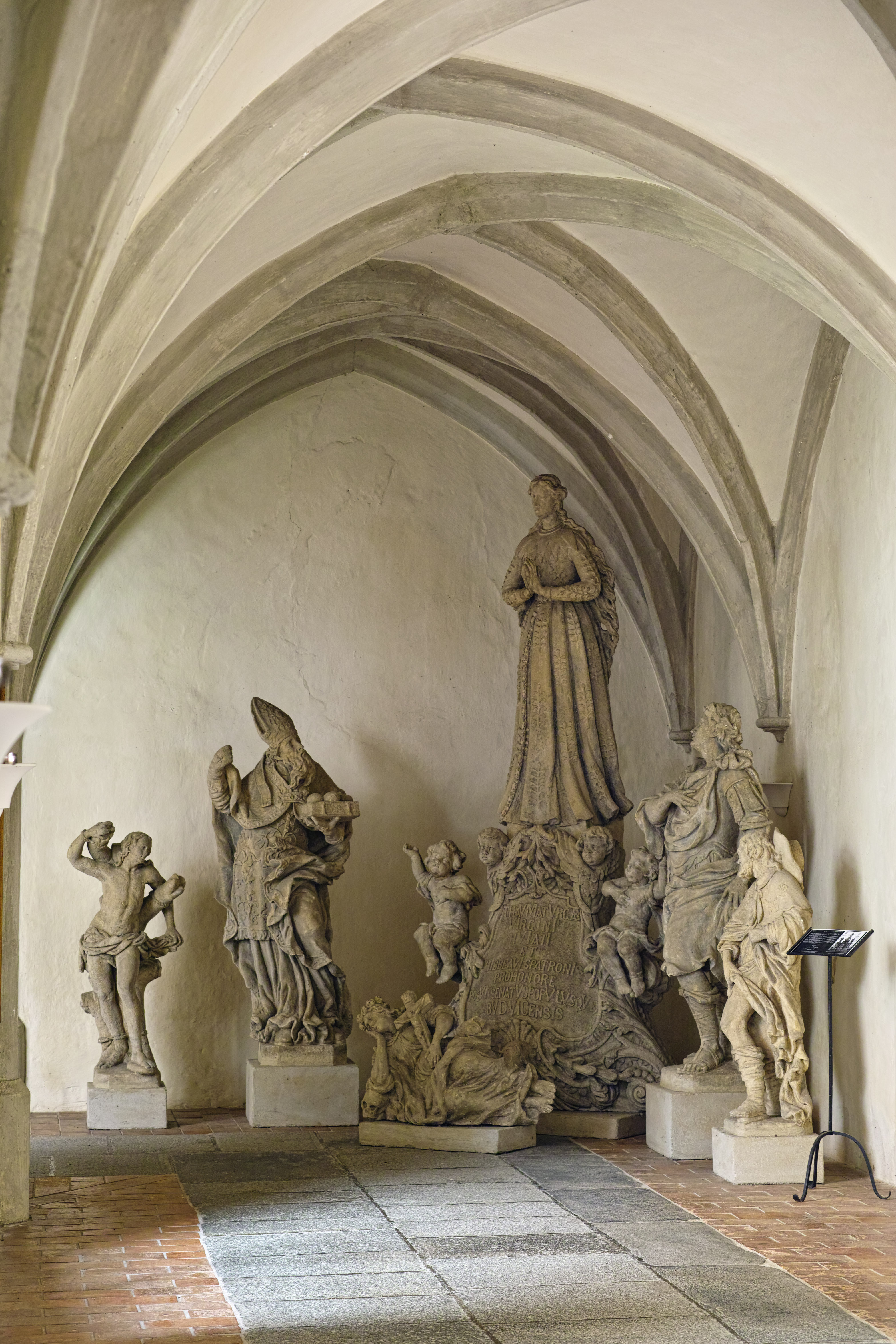
Originály soch, klášterní lapidárium Borovany

Sousoší bylo původně umístěné před bývalou Pražskou branou (v hlavním prostoru Mariánského náměstí). V roce 1953 bylo rozebráno a jeho části skladovány na různých místech. Kamenné bloky byly deponovány do zahrady špitálu sv. Trojice a sochy na biskupství. Roku 1991 došlo na rekonstrukci, kterou provedl sochař Ivan Tlášek. Sousoší nebylo sestaveno na původním místě, ale v současném prostoru dříve zvaném Lobkowiczovo náměstí (podle krajského hejtmana Augusta Longina Josefa Lobkowicze, který v těchto místech nechal roku 1823 vystavět kašnu zásobovanou čistou vodou; v době cholerové epidemie, kdy byla voda v městských studních kontaminována). Ze sousoší zůstal na náměstí původní sokl, originály soch byly uložené do lapidária (křížové chodby) kláštera v Borovanech a jejich místo nahradily repliky. Ke kolaudaci došlo 1. července 1993.